# Béla Kis
Béla Kis (n. 15 februarie 1924, Aiud, România – d. 28 noiembrie 2003, Budapesta, Ungaria) a fost unul dintre cei mai reprezentativi entomologi din România . A studiat ortopterele, neuropterele, plecopterele și heteropterele din România 

## Studii
Béla Kis s-a născut la 15 februarie 1924 la Aiud. Aici a urmat școala generală, apoi liceul „Bethlen“, fiind un eminent elev.
În 1946 este admis  la Facultatea de Științe Naturale a Universității „Bolyai“ din Cluj, pe care a absolvit-o în 1950.

## Activitatea didactică
A fost numit ca asistent la Catedra de Zoologie a Universității „Bolyai“ (numită mai târziu „Babeș-Bolyai“), unde a lucrat până în 1984 când s-a pensionat, menținându-se în activitate la Catedra de Zoologie până în 1995. A obținut titlul de profesor universitar onorific la Universitatea „Babeș-Bolyai“.

## Activitatea științifică
A fost unul dintre cei mai renumiți entomologi din România.
A studiat ortopterele, neuropterele, plecopterele și heteropterele din România.  În lucrarea de doctorat “Studiul ortopterelor din România” a sintetizat rezultate cercetărilor referitoare la ortoptere. A descris 28 specii noi de insecte pentru știință (8 ortoptere, 5 neuroptere, 15 plecoptere), precum și multe specii noi din România.
În 1991 este ales membru de onoare al Societății Maghiare de Entomologie. În 1990 membru fondator al Societății Române de Lepidopterologie.

## Lucrări publicate
Activitatea științifică, totalizează peste 80 lucrări științifice publicate în țară și străinătate, 
Printre ele se numără cele publicate în prestigioasa serie monografică “Fauna României” despre Neuroptera (1970), Plecoptera (1974), Heteroptera (1984), Coreoidea și Pyrrhocorioidea (2001).